# S Phoenicis
S Phoenicis är en halvregelbunden variabel av SRB-typ i stjärnbilden Fenix.
Stjärnan varierar mellan fotografisk magnitud +8,6 och 10,6 med en period av 141 dygn.